# Кумжарган (Уїльський район)
Кумжарга́н (каз. Құмжарған) — село у складі Уїльського району Актюбінської області Казахстану. Входить до складу сільського округу імені Шиганак Берсієва.
Населення — 490 осіб (2021; 550 у 2009, 619 у 1999, 562 у 1989).